# 沖出古墳
沖出古墳（おきでこふん）は福岡県嘉麻市漆生にある古墳。4世紀終わり頃に築造された全長約68mの前方後円墳で、1997年（平成9年）7月25日に福岡県により史跡に指定されている。

## 概要
古墳の大きさは全長が約68m、後円部の直径が約40m。墳丘は前方部が2段で、後円部3段、斜面は石で葺かれて、壺形、円筒、朝顔形、家形の埴輪が立てられていた。後円部には、竪穴式の石室が築かれて、割竹形の石棺を納められていた。石室や盗掘坑からは、九州の古墳で唯一、三種類の石製腕飾り(鍬形石・車輪石・石釧)がセットで出土し、九州で2例目となる船の絵が線で刻まれた埴輪も発見されている。石棺は割れた状態で発掘されたので、復元して置かれている。筑豊地方で最古の古墳である。

## 石室・石棺
割竹形の石棺があったのは後円部で、竪穴式の石室に納められていた。その中に入っていたものは過去に盗まれている。

## 被葬者
ヤマト（大和）政権と強い結び付きのある人物であったと推測された。

## 発掘調査
発掘調査は2度にわたって行われた。
- 第1次発掘調査 昭和62・63年度
- 第2次発掘調査 平成9・10年度

## 福岡県史跡指定
古墳は県の史跡に指定されている。
沖出古墳出土品
- 石製腕飾り(鍬形石・車輪石・石釧)
- 船の絵が線刻された埴輪 - 九州で2例目

## 交通アクセス
- JR九州後藤寺線下鴨生駅よりタクシーで11分
- 飯塚バスターミナルより西鉄バス山野・漆生経由西鉄大隈ゆきに乗車し「沖出」下車、徒歩5分（430m）
- 九州自動車道福岡インターチェンジより30㎞（八木山バイパス筑穂インターチェンジ経由）